# Гайяр, Сириль
Сириль Гайяр (фр. Cyril Gaillard; род. 20 января 1986 года, Гренобль) — французский лыжник, участник Олимпийских игр в Сочи. Специалист спринтерских гонок.
В Кубке мира Гайяр дебютировал 27 февраля 2008 года, в декабре 2009 года первый раз попал в десятку лучших на этапе Кубка мира, в командном спринте. Всего на сегодняшний момент имеет на своём счету 3 попадания в десятку лучших на этапах Кубка мира, 1 в личном спринте и 2 в командном. Лучшим достижением Гайяра в общем итоговом зачёте Кубка мира является 81-е место в сезоне 2013/14.
На Олимпийских играх 2014 года в Сочи занял 30-е место в спринте свободным стилем.
За свою карьеру в чемпионатах мира участия не принимал. На молодёжных чемпионатах мира не поднимался выше 28-го места.
Использует лыжи и ботинки производства фирмы Rossignol.